# Margonwasser

Margon-Logo

Margonwasser ist ein Mineralwasser, das zwischen 1903 und 2005 aus einer Quelle in Burkhardswalde im Müglitztal gewonnen und in Flaschen gefüllt wurde. Heute wird ein Mineralwasser aus einer Quelle in Chemnitz-Ebersdorf unter dem ursprünglichen Namen vermarktet.

## Geschichte

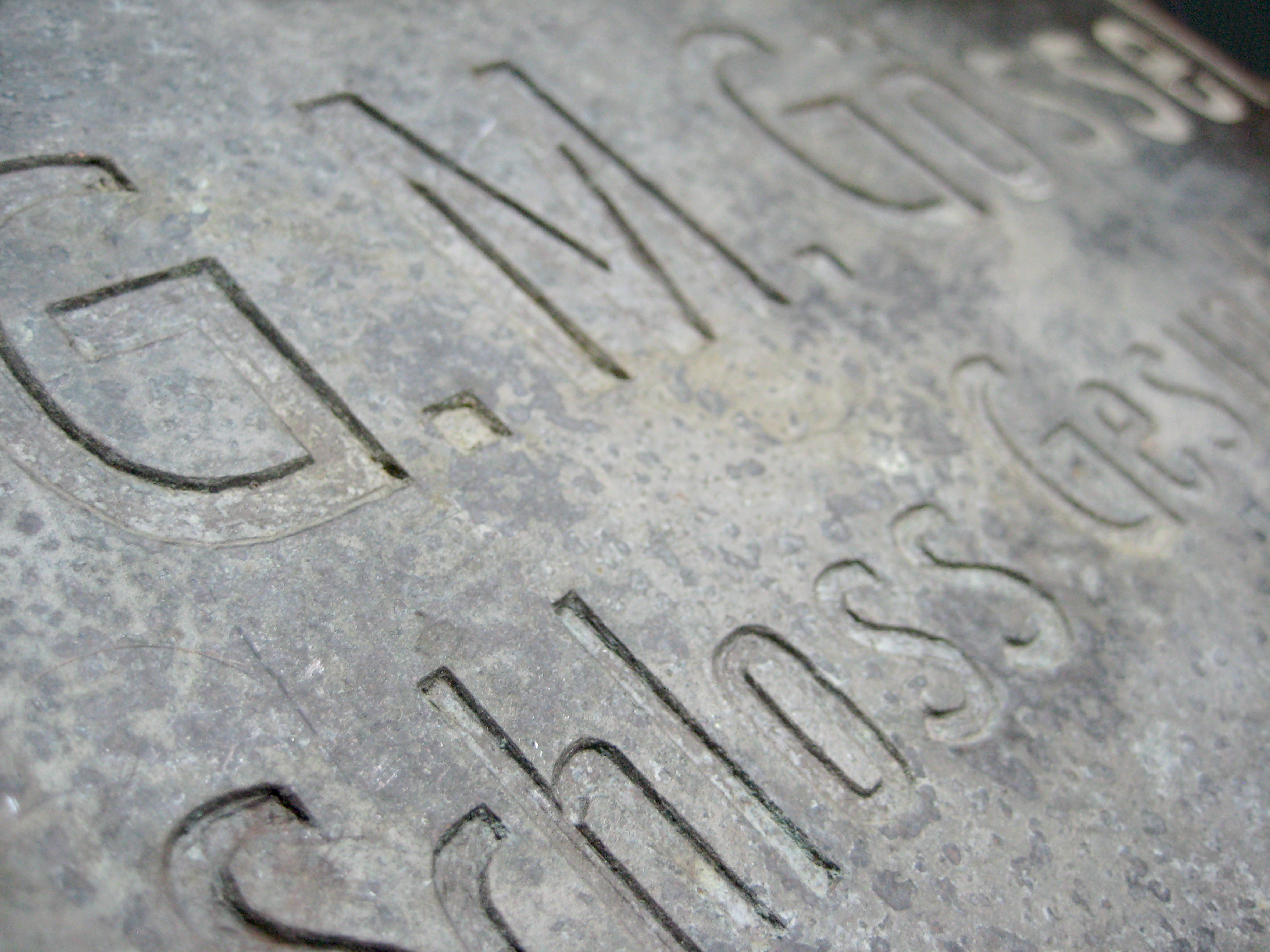
G.M. Gössel – Schloss Gesundbrunnen (1903)

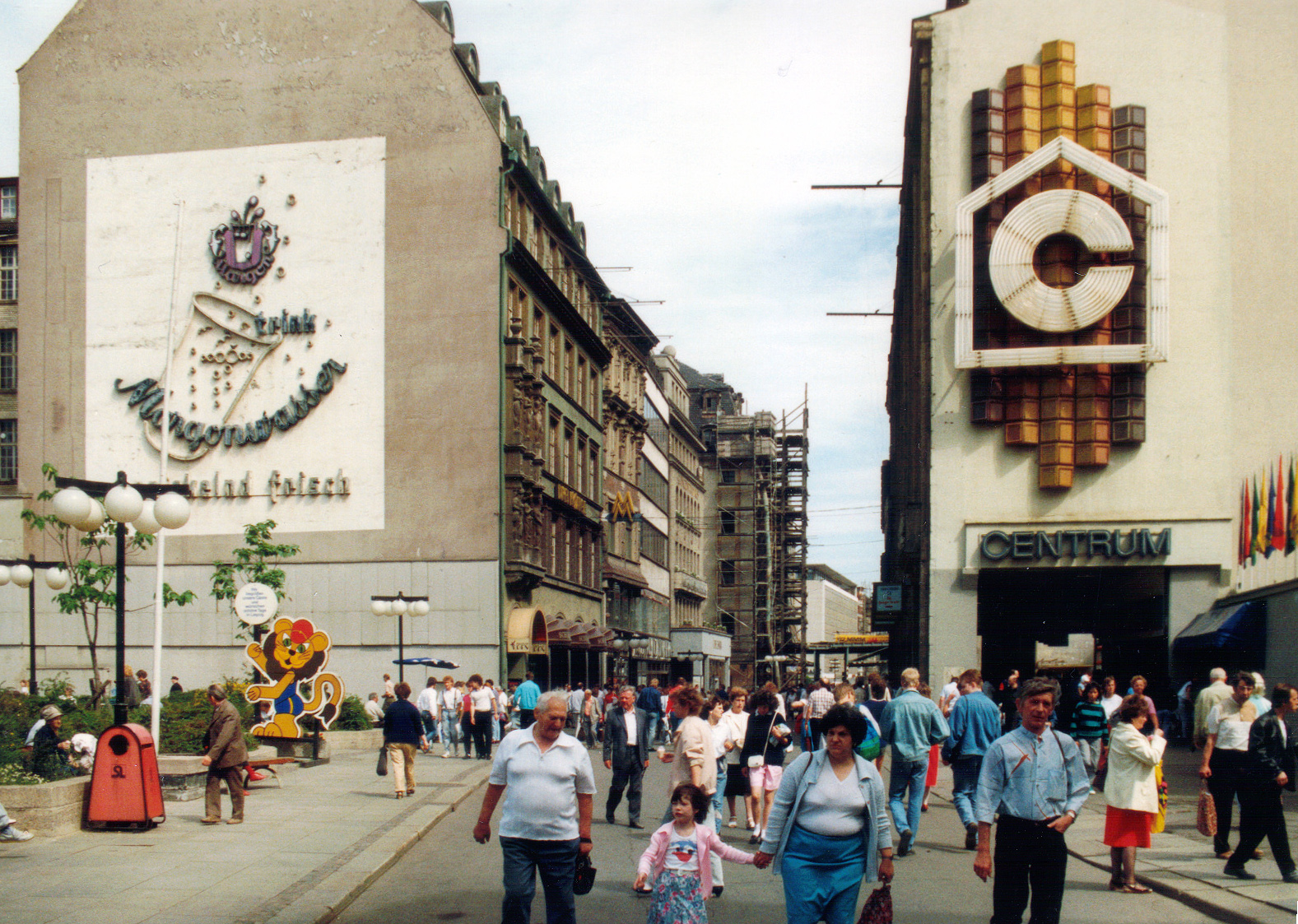
Margon-Leuchtwerbung an einer Hauswand in Leipzig (1989)

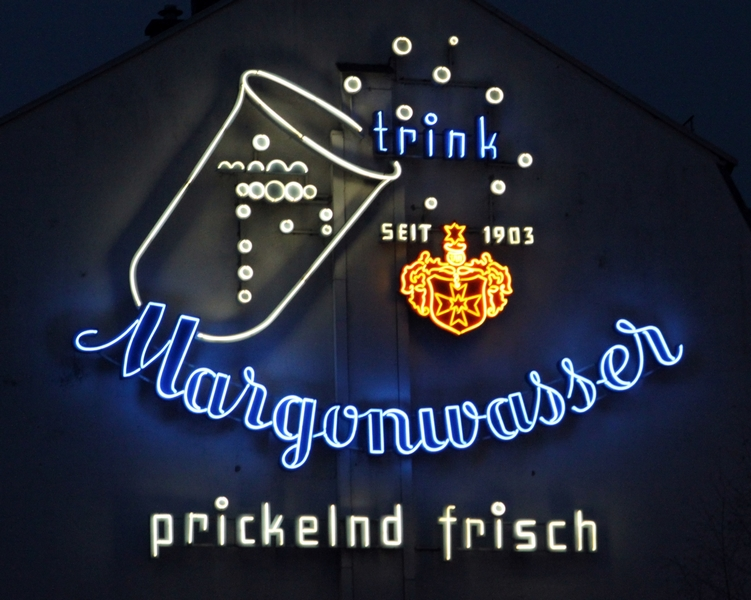
Margon-Leuchtwerbung an einer Hauswand in Pirna (2011)

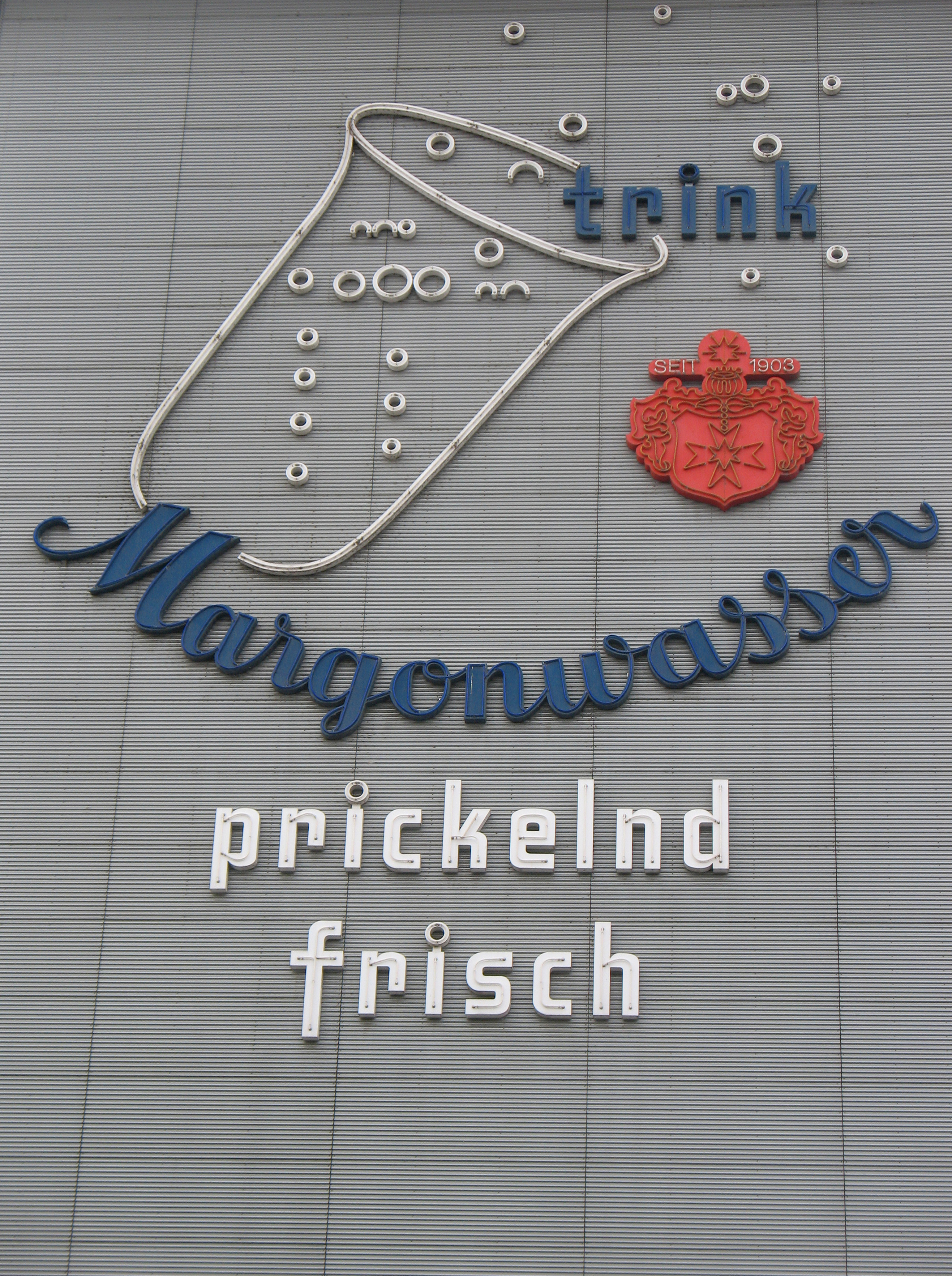
Leuchtreklame am Margon-Haus in Dresden (2016)

Das Wasser wurde seit 1903 aus dem Margon-Mineralbrunnen in Burkhardswalde gewonnen. Gottfried Moritz Gössel gründete damals ein Unternehmen zur Abfüllung von Heilwasser. Er benannte das Wasser nach margon, dem altgriechischen Wort für Perle.
Gössel war von Beruf Heilpraktiker und erkannte die besonderen Eigenschaften dieses Quellwassers. Er meldete nach Entdeckung der Heilquelle das Margon Quellwasser mit dem Wappen des Johanniterkreuzes beim Patentamt als eingetragenes Warenzeichen an. Da vor allem der Adel auf die Wunderwirkung der Quelle schwor, baute Gössel zur gleichen Zeit einen Kurbetrieb in Burkhardswalde auf und benannte seine Villa in „G. M. Gössel Schloss Gesundbrunnen“ um. Später schrieb er über Quelle und das Heilwasser ein Buch mit dem Titel: „Das Margon“.
1904 errang das Wasser bei einer Ausstellung in Hamburg höchste Auszeichnungen. Fortan bewarb Gössel das Wasser als „Einzig in Europa!“. Aufgrund seines Rufes wurde das Wasser bald zum ständigen Getränk beim deutschen Hochadel und anderen europäischen Fürstenhäusern. Schon 1912 erweiterte Gössel das Sortiment um verschiedene Toilettenartikel wie Mundwasser und Badewasser.
Eine Weiterentwicklung erfolgte 1929, als durch die Zugabe von Kohlensäure das Margon Sprudel kreiert wurde. Im gleichen Jahr wurde auch die maschinelle Förderung des Heilwassers begonnen. Im Dritten Reich wurde das Unternehmen in den Reichsverband Deutscher Mineralbrunnen eingegliedert. Aufgrund des staatlich festgesetzten und vergleichsweise geringen Mineralwasserpreises war das Wasser nun auch für die einfache Bevölkerung bezahlbar. Allerdings kann die Produktion nach Ausbruch des Zweiten Weltkrieges wegen des Mangels an Arbeitskräften und Produktionsstoffen ab 1940 nur auf geringem Niveau fortgesetzt werden und ruht ab 1943 ganz.
Nach dem Krieg übernahm Artur Kunz (1916–2018) den Margon-Betrieb, der ab 1948 als Ableitung aus dem Gründernamen G.M. Gössel als „Gössel-Gesundbrunnen Inhaber Artur Kunz KG“ fortgeführt wurde. 1972 entstand durch Zwangsverstaatlichung der Kombinatsbetrieb VEB Margon durch Eingliederung der alkoholfreien Getränkeproduktion des VEB Bramsch sowie einiger anderer Betriebe. Artur Kunz wurde zum Betriebsdirektor degradiert. Dies war der erste Schritt zur folgenden Zentralisierung. Das Warenzeichen „Wappen und Johanniterkreuz“ wurde verändert und durch das Glas mit dem prickelnden Quellwasser ersetzt.
Das Unternehmen wurde 1990 durch die Treuhandanstalt zunächst an Artur Kunz zurückübertragen, der wiederum Gerolsteiner Brunnen und die Sächsische Aufbaubank als Investoren gewann. 1995 verkaufte Artur Kunz seine Anteile an Gerolsteiner. Später wurde es vom größten deutschen Braukonzern, der Brau und Brunnen, übernommen. Mit der Übernahme der Brau und Brunnen durch die Oetker-Gruppe 2004 wurde das Mineralwasser in die Radeberger Gruppe eingegliedert. Im Rahmen der Übernahme der Brau und Brunnen Mineralquellen GmbH im August 2005 durch das Bad Vilbeler Unternehmen Hassia Mineralquellen wurde auch das sächsische Margon-Werk übernommen. Der Hassia-Konzern, welcher in den 1990er Jahren im sächsischen Lichtenau, rund 80 km westlich von Burkhardswalde, mit den Lichtenauer Mineralquellen ein neues Mineralbrunnenwerk errichtete, schloss das Werk in Burkhardswalde zum 31. Dezember 2005 und setzte die Produktion in Lichtenau fort. Im Nachbarort Ebersdorf wurde eine Quelle mit ähnlichen Eigenschaften, wie die der ursprünglichen in Burkhardswalde, gefunden.

## Zusammensetzung

### Burkhardswalder Quelle (bis 2005)
Auszug aus der amtlich anerkannten Analyse vom 20. Mai 2003, Institut Laborunion Prof. Höll & Co. GmbH, Bad Elster:
- Hydrogencarbonat: 207 mg/l
- Sulfat: 121 mg/l
- Calcium: 90 mg/l
- Chlorid: 36 mg/l
- Natrium: 22 mg/l
- Magnesium: 19 mg/l

### Quelle Ebersdorf (ab 2006)
Auszug aus der amtlich anerkannten Analyse vom 5. Dezember 2005, Institut Laborunion Prof. Höll & Co. GmbH, Bad Elster:
- Hydrogencarbonat: 149 mg/l
- Sulfat: 105 mg/l
- Calcium: 78 mg/l
- Chlorid: 62 mg/l
- Natrium: 29 mg/l
- Magnesium: 15 mg/l

Auszug aus der Mineralwasser-Analyse vom 24. Januar 2011, Institut Fresenius, Taunusstein:
- Hydrogencarbonat: 193 mg/l
- Sulfat: 40 mg/l
- Calcium: 48 mg/l
- Chlorid: 18 mg/l
- Natrium: 28 mg/l
- Magnesium: 11 mg/l

Auszug aus der Mineralwasser-Analyse vom 26. September 2017, Institut Fresenius, Taunusstein:
- Hydrogencarbonat: 204 mg/l
- Sulfat: 65 mg/l
- Calcium: 70,8 mg/l
- Chlorid: 27 mg/l
- Natrium: 19,7 mg/l
- Magnesium: 11,5 mg/l
- Kalium: 2,1 mg/l

## Sponsoring
Das Unternehmen engagiert sich im Volleyball und unterstützt zwei Vereine in der 1. Bundesliga.